# Cassie Newman
Cassidy "Cassie" Ann Newman (née Johnson) est un personnage de fiction du soap opera Les Feux de l'amour. Le rôle a été tenu par Camryn Grimes pendant huit ans, à partir du 19 mars 1997 à la mort du personnage à l'écran le 24 mai 2005. Grimes a repris son rôle de nombreuses fois par la suite comme fantôme et sosie.

## Son histoire

### Sa jeunesse
Née le 16 janvier 1991, Cassie est la fille de Sharon Collins (Sharon Case) et Frank Barritt (Phil Gozois). Elle fut abandonnée à la naissance car à l'époque Sharon n'avait que 17 ans et Frank ne comptait pas assumer son rôle de père. Elle a été adoptée par Alice Johnson (Tamara Clatterbuck).

### Sa rencontre avec Grace Turner
En 1997 Cassie a six ans. Alice a disparu et l'a laissée sous la garde de sa mère âgée Millie pour poursuivre un homme. Grace Turner (Josie Davis), la meilleure amie de Sharon, décide de rechercher la petite fille de cette dernière qu'elle avait abandonné à la naissance car tous craignaient que le nouveau-né Noah Newman, fils de Sharon et de Nicholas Newman, meurt prématurément. Grace espérait que cette petite fille redonnerait le sourire à Sharon au cas où son fils viendrait à mourir. Elle réussit à plaider la cause de Sharon auprès de Millie afin de laisser Cassie revenir auprès de sa mère biologique. À contrecœur, Millie accepte, réalisant que Sharon pourrait donner à l'enfant une vie meilleure que ce qu'elle ne pourrait jamais.

### Son arrivée à Genoa City
Cependant, Noah a survécu, et Grace (Jennifer Gareis) décide donc de garder Cassie avec elle et de l'élever avec son petit ami Tony Viscardi (Nick Scotti). Sharon qui a rencontré Cassie ne sait donc pas que Cassie est sa fille. Après plus d'un an, Tony presse Grace à dire la vérité à Sharon. Malheureuse à l'idée de se séparer de la petite Cassie, Grace décide de s'enfuir avec elle mais est rattrapée par Paul Williams et Christine Blair. Cassie retrouve finalement Sharon et est adoptée légalement par Nick. Cassie eut une enfance relativement heureuse à l'exception d'un accident de noyade dans un étang gelé à l'âge de onze ans.

### Sa rencontre avec son père biologique, Frank Barritt
En 2003, lorsque Cassie a douze ans, son père biologique, Frank Barritt réapparaît. À la Boutique Fenmore, Sharon fut surprise de le revoir et il remarque alors Cassie. Frank lui sourit et va jusqu'à la saluer poliment et lui dire qu'elle est une très jolie fille. Nick, croyant que Frank est peut-être attiré par l'argent maintenant que Cassie est une Newman, le confronte au Néon Écarlate. Frank lui répond qu'il était inquiet quand il a lu que Cassie s'était presque noyée dans un étang gelé, et insiste sur le fait qu'il ne veut pas d'argent. Frank dit à Nick qu'il veut juste apprendre à connaître sa fille. Nick lui ordonne de rester loin de sa fille. Cassie demande plusieurs fois à Nick et à Sharon qui est Frank, mais ils préfèrent lui dire que Frank n'est qu'une personne que Sharon connaissait depuis un long moment.
Plus tard, Frank fut assassiné par un homme répondant au nom de Cameron Kirsten, un amant de passage de Sharon qu'elle avait rencontré lorsqu'elle s'était enfuie pour réfléchir et repenser à sa vie. En tuant Frank, Cameron essaye de faire passer ce meurtre sur le dos de Sharon avec l'aide de Grace. C'était tout l’intérêt de Cameron de mettre Sharon en prison. Cependant, il a été prouvé que c'était Cameron qui avait assassiné Frank. Nick et Sharon apprirent par la suite que la nuit où il fut assassiné, Frank avait rendez-vous avec un avocat pour discuter de ses droits sur Cassie, mais il ne s'est jamais présenté. Nick et Sharon décident finalement de dire à Cassie que Frank était son père biologique. Extrêmement bouleversée, Cassie comprend maintenant pourquoi Frank était si gentil avec elle au Néon Écarlate et pourquoi il l'a toujours regardée si étrangement : comme un père regarde son enfant. Elle savait que Frank ne voulait rien avoir à faire avec elle à sa naissance, mais pensait malgré tout qu'il avait peut-être changé d'avis. Elle était triste car elle savait que maintenant, elle ne connaîtrait jamais son père. Nick et Sharon s'excusent auprès de Cassie pour avoir gardé son père loin d'elle. Bien que Cassie fut bouleversée par cette révélation, elle dit à Nick qu'il sera toujours son vrai père.

### La nouvelle Cassie
En 2005, Cassie a quatorze ans et aspire à être une des filles les plus populaires de l'école. Elle tombe amoureuse de Daniel Romalotti (Michael Graziadei), qui a deux ans de plus qu'elle. De plus, Cassie commence à fréquenter des adolescents plus âgés : Daniel, Lily Winters (Christel Khalil), Colleen Carlton (Lyndsy Fonseca), Devon Hamilton (Bryton James), et Sierra Hoffman (Asie Ray Smith). Tous les cinq se moquent de ses tentatives pour paraître plus cool et "mature" : boire du café, sécher les cours, être impolie envers sa mère, voler et sortir en douce... 

### Accident mortel et sa triste mort
Privée de sortie, elle arrive quand même à faire changer d'avis Nicholas et il l'autorise à aller voir ce film au cinéma avec son amie Ali. Mais ce n'était qu'un mensonge car Cassie se rend à une fête. Là, elle retrouve un Daniel ivre qui s'évanouit par la suite à l'arrière de sa voiture. Elle décide de le reconduire chez lui, en dépit du fait d'être mineur et sans permis. La voiture s'écrase contre un poteau. Cassie est gravement blessée tandis que Daniel s'en sort avec quelques blessures superficielles. Les deux sont transportés à l'hôpital sans aucun souvenir de l'accident. Tout le monde pense donc que c'est Daniel qui conduisait en état d'ébriété. Cassie, grièvement blessée, se souvient alors que c'était elle qui conduisait. Elle décide donc de trouver Daniel et sort de sa chambre d'hôpital très mal-en-point. Elle le retrouve en compagnie de Lily au Néon Écarlate, mais elle fut à peine capable de parler. Elle s'effondre peu de temps après et fut transportée à l'hôpital. Elle meurt quelques heures plus tard, le 24 mai 2005, après avoir chuchoté la vérité partielle sur l'accident à Nick. L'enterrement est un moment bouleversant pour toute la ville de Genoa.

### Post-mortem
Après sa mort, ses parents ont construit la fondation Cassie, un mouvement "pour prévenir l'alcool au volant chez les adolescentes." Sa mort a eu un énorme impact sur la relation de ses parents. En effet, Sharon et Nicholas s'éloignent de plus en plus et pire Nicholas entame une liaison torride avec Phyllis Newman. De cette liaison naîtra la petite Summer Newman. Sharon et Nicholas divorcent donc.
Après sa mort, Cassie est apparue à plusieurs reprises à Nick, et une fois à Sharon, lors de plusieurs flash-back. Lors d'une visite à son fils, Jack Abbott (Peter Bergman), le regretté John Abbott (Jerry Douglas) relaye un message de Cassie pour Sharon, confirmant ainsi que l'esprit de Cassie est bel et bien vivant. Des années plus tard, elle visite une Sharon enceinte dans un rêve. Elle lui dit qu'elle doit avoir foi dans sa grossesse, et tout se passera bien. Cependant, Adam Newman (Michael Muhney), nouveau arrivé à Genoa, fils de Victor Newman et de Hope Wilson enlève la petite fille à Sharon et fait croire à tout le monde que son bébé est mort-né. En réalité, Adam a volé le bébé en bonne santé de Sharon, et l'a donné à Ashley Abbott (Eileen Davidson) qui par sa faute faisait une grossesse nerveuse et était devenue complètement hystérique à cause des agissements diaboliques d'Adam. Dévastés, Sharon et Nick espèrent que Cassie s'occupe de sa petite sœur au paradis.
Plusieurs épisodes plus tard, Cassie revient à Sharon, en lui révélant que Faith Newman était toujours vivante, et que son oncle Adam était derrière tout ça car il avait fait chanter le médecin. Elle lui dit aussi que Sharon pourra serrer sa fille dans ses bras. Sharon retrouve donc Faith, laissant Ashley dévastée. 

#### Retour de Cassie.. ou plutôt de son fantôme, son esprit...
Cassie réapparait le 8 juillet 2013 face à sa mère (en France en mai 2016 sur TF1). Le 15 juillet, Sharon dit au fantôme de Cassie que c'est elle qui a échangé les résultats des tests d'ADN entre Nick et Summer afin de se remettre en couple avec lui.

### Le retour de Cassie.. ou de sosie.. ou de la sœur jumelle cachée: Mariah.
On découvre que Victor a établi un plan machiavélique dans le but de séparer Nicholas et Sharon vouant une rancœur envers son ex-belle fille et son ex-femme. Il engage le sosie de sa défunte petite fille adoptive Cassie.
Après avoir discuté avec Sharon (cette dernière pensait avoir affaire au fantôme de Cassie), le sosie annonce à Victor que Sharon détient un secret. 
En avril 2014, Nicholas aperçoit une femme surveillant Sharon. La jeune femme se retournant, il voit le sosie de Cassie et stupéfait murmure: "Cassie ?". Dos au mur, "Cassie" lui explique que Victor l'a engagée pour nuire à Sharon.
Nicholas confronte alors son père qui lui avoue mais s'obstine à justifier ses actes. Pour Victor, Sharon est nuisible et elle doit se tenir éloignée de son fils et par conséquent de sa famille. Dégoûté par le comportement de son père, Nicholas lui tourne le dos. Lorsque Nikki apprend à son tour le plan diabolique de son mari, elle prend la décision de s'éloigner de Victor et donc de déménager à l'Athletic Club.
Choquée, Sharon est toutefois rassurée : elle n'est pas folle ! Mais malheureusement, ayant subi des électrochocs, elle a subi une perte de mémoire partielle et a donc oublié l'histoire des tests de paternité.
Fin avril 2014, on découvre enfin l'identité du sosie de Cassie. Elle s'appelle Mariah Copeland et est l'ex-petite amie de Tyler Michaelson. Mais à la fin août 2014, Nick décide de faire des recherches sur elle ; selon lui, sa ressemblance avec Cassie est trop troublante. Après avoir découvert que sa mère Helen était toujours en vie, il découvre qu'elle était sage-femme. Peu après, il décide de reprendre contact avec Grace Turner car elle a accompagné Sharon quand elle avait accouché. Celle-ci lui donne le nom du médecin qu'il l'a accouché, le Dr. Hill. Nick va le voir et le confronte et le docteur lui dit que Sharon n'a pas accouché d'un mais de deux bébés, des jumelles. Il lui avoue aussi qu'Helen était son assistante ce jour-là et que Sharon ne savait pas qu'elle attendait et qu'elle avait accouché de deux bébés. L'un des bébés a été adopté légalement alors que l'autre a été enlevé et adopté par Helen : Mariah est donc la sœur jumelle de Cassie et par conséquent la fille de Sharon.